# گوستاواس گویلدیس
گوستاواس گویلدیس (لیتوانیایی: Gustavas Gvildys) بازیکن فوتبال اهل لیتوانی بود.
وی همچنین در تیم ملی فوتبال لیتوانی بازی کرده‌است.